# Václav Matyáš Gurecký
Václav Matyáš Gurecký, psán též Kuretzky či Gurezky, (4. srpna 1705 Přerov – 25. června 1743 Olomouc) byl český hudební skladatel.

## Život
Pocházel z hudebního rodu, který byl po několik generací ve službách olomouckého biskupství. Jeho mladší bratr, Josef Antonín Gurecký, byl rovněž hudebním skladatelem a houslistou.
Ve třinácti letech vstoupil do piaristického semináře v Kroměříži, zpíval v chlapeckém sboru a získal zde základy hudebního vzdělání. Roku 1724 se stal v semináři hudebním preceptorem. Kolem roku 1729 byl přijat do služeb kardinála Wolfganga Hannibala Schrattenbacha, na jehož náklady se dále hudebně vzdělával u císařského dvorního skladatele Antonia Caldary ve Vídni. Z této doby také pochází jeho první opera Antioco, kterou napsal pro kardinála k jmeninám. Následovala řada dalších oper a oratorií.
Roku 1736 se stal kapelníkem v katedrále sv. Václava v Olomouci. Z této doby pak pochází většina jeho chrámových skladeb. Roku 1743 však náhle zemřel. Pohřben byl v kostele Nanebevzetí Panny Marie v Kroměříži.
Václav Matyáš Gurecký je skladatelem vrcholného vídeňského baroka. Z jeho díla se však mnoho skladeb nedochovalo. Byl jedním z prvních českých skladatelů, kteří komponovali velká vokální díla na texty vrcholných italských libretistů jako byli Apostolo Zeno či Pietro Metastasio.

## Dílo

### Opery
- Antioco (libreto Apostolo Zeno, 1729, Kroměříž)
- Griselda (libreto Apostolo Zeno, 1730, Kroměříž)
- Scipione nelle Spagne (libreto Apostolo Zeno, 1734, Vyškov).

### Oratoria
- Giacobbe (text Giovanni Battista Catena, 1731, Brno)
- San Francesco di Paolo (Alfonso Fontanelli, 1734, Brno)
- Gioas, re di Giuda (Pietro Metastasio, 1736, Brno)
- Von der Göttlichen Liebe (1740, autor textu neznámý)

### Chrámové skladby
- Vesperae de Domenica (z doby jeho působení v Olomouci)
- Dixit et Magnificat
- Missa obligationis (1740, Olomouc, ve sbírce hrabat Schönbornů ve Wiesentheidu).